# Santeramo in Colle
Santeramo in Colle est une commune de la ville métropolitaine de Bari, dans les Pouilles, en Italie. Cette ville est située dans les Murge, entre Altamura et Bari.

## Économie
La ville est réputée pour sa viande de cheval ; elle comporte en effet un grand nombre de boucheries chevalines proposant des préparations culinaires à base de viande de cheval, comme la célèbre braciola. Elle est également connue pour sa manufacture de canapés et sofas Natuzzi, marque prestigieuse exportée dans le monde entier. Le territoire communal fait partie de la zone de production de la mozzarella di Gioia del Colle (AOP).
Santeramo in Colle n'est pas une destination touristique, mais elle bénéficie d'une implantation intéressante à proximité des sites d'Altamura et de Matera, inscrits au patrimoine mondial de l'UNESCO, et de la capitale régionale Bari.

## Fêtes
La cité est connue pour ses fêtes chrétiennes, notamment celle de Sant'Erasmo, saint patron de la ville à laquelle il a donné son nom, célébrée le deux juin.

## Administration
| Période                                  | Période  | Identité   | Étiquette     | Qualité |
| ---------------------------------------- | -------- | ---------- | ------------- | ------- |
| 29 mai 2007                              | En cours | Vito Lillo | Centro-Destra |         |
| Les données manquantes sont à compléter. |          |            |               |         |

### Hameaux
Les frazioni de Santeramo del Colle sont Jazzitiello, Alessandriello, Iesce, Guardiola et Vallone della Silica.

### Communes limitrophes
Acquaviva delle Fonti, Altamura, Cassano delle Murge, Gioia del Colle, Laterza, Matera.

### Évolution démographique
Habitants recensés

## Personnalités
- Vito Perniola (1913-2016), prêtre jésuite, missionnaire au Sri Lanka
- Nicola Rosini Di Santi (1959-) sculpteur